# شوح فابري
شوح فابري (الاسم العلمي:Abies fabri) هو نوع من النباتات يتبع جنس الشوح من الفصيلة الصنوبرية.